# Pakisaji (Kalidawir)
Pakisaji is een bestuurslaag in het regentschap Tulungagung van de provincie Oost-Java, Indonesië. Pakisaji telt 2456 inwoners (volkstelling 2010).